# Phil Esposito
Phil Esposito (Ontário, 20 de fevereiro de 1942) é um canadense profissional em hóquei no gelo filiado à organização profissional esportiva National Hockey League, a NHL.